# Inginerie chimică
Ingineria chimică este o ramură a ingineriei preocupată cu aplicarea practică a proceselor chimice. Specialiști în acest domeniul se numesc ingineri chimiști.